# Cotoneaster moupinensis
Cotoneaster moupinensis là loài thực vật có hoa trong họ Hoa hồng. Loài này được Franch. mô tả khoa học đầu tiên năm 1885.